# Джон Уик 4
„Джон Уик 4“ (на английски: John Wick: Chapter 4) е американски нео-ноар екшън трилър от 2023 г. на режисьора Чад Стахелски, а сценарият е на Шей Хатън и Майкъл Финч. Той е четвъртата част от поредицата „Джон Уик“. Във филма участват Киану Рийвс, Дони Йен, Бил Скарсгорд, Лорънс Фишбърн, Хироюки Санада, Шамиър Андерсън, Ланс Редик, Рина Саваяма, Скот Адкинс, Кланси Браун, Наталия Тена, Марко Зарор и Иън Макшейн.
Филмът излиза по кината в Съединените щати на 24 март 2023 г.

## Заснемане
Снимките започват на 28 юни 2021 и се състоят във Франция, Германия, Ню Йорк и Япония. Те приключват на 27 октомври.